# Calamagrostis nutkaensis
Calamagrostis nutkaensis es una especie de hierba de la familia Poaceae. Es originaria de Norteamérica.

## Descripción
Se trata de una planta perenne que crece formando mechones de gruesos tallos que pueden sobrepasar el metro de altura. Tiene hojas de hasta un centímetro de ancho  y  plana. La inflorescencia es generalmente estrecha y delgada.

## Distribución y hábitat
Es originaria del oeste de Norteamérica desde Alaska hasta el centro de California, donde es principalmente una especie costera que crece en áreas húmedas, como las playas y los humedales. 
Se encuentra en las carreteras costeras en el Condado de Mendocino, California donde pueden tener poblaciones, que a menudo reciben el goteo de la niebla bajo las ramas de Eucalyptus.

## Taxonomía
Calamagrostis nutkaensis fue descrita por (J.Presl) J.Presl ex Steud.  y publicado en Synopsis Plantarum Glumacearum 1: 190. 1854.
Etimología
Ver: Calamagrostis
nutkaensis: epíteto geográfico que alude a su localización en Nutca.
Sinonimia
- Calamagrostis albescens A.Gray
- Calamagrostis albicans Buckley
- Calamagrostis aleutica Bong.
- Calamagrostis aleutica var. patens Kearney
- Calamagrostis kastalskyi Litv.
- Calamagrostis pallida A.Gray
- Deyeuxia aleutica (Trin.) Munro ex Hook.f.
- Deyeuxia breviaristata Vasey
- Deyeuxia columbiana Macoun
- Deyeuxia nutkaensis J.Presl[2][3]